# Pello Agirreoa
Pello Agirreoa Longarte (Ondárroa, Vizcaya, 22 de diciembre de 1954) es un exfutbolista español que se desempeñaba como portero.

## Trayectoria
Agirreoa comenzó a jugar en su localidad natal hasta que se incorporó a la cantera del Athletic Club. Después de cinco temporadas en el Bilbao Athletic, llegó a la primera plantilla en 1978. Debutó en Primera División, el 13 de mayo de 1979, en una derrota por 4 a 0 ante el Atlético de Madrid. En la temporada 1979-80, con Helmut Senekowitsch, se convirtió en portero titular sucediendo al recién retirado José Ángel Iribar. Así, a partir de la jornada 10, pasó a ser el guardameta titular.
En la campaña siguiente, ya sin Iribar, tuvo que competir con el puesto con dos jóvenes; Meléndez y Andoni Cedrún. Fue este último, el que acabó siendo titular. Además, para el año siguiente, Zubizarreta se incorporó al equipo por lo que Peio salió al Elche CF de Segunda División. En el equipo ilicitano no llegó a debutar. Así pues, en 1982, fichó por el CD Tenerife de Segunda B donde jugó más de 200 partidos a lo largo de seis temporadas y fue capitán.
En 1988 fichó por el Linares CF, ya en Segunda B, donde siguió siendo titular. Se retiró en 1992, tras dos temporadas a buen nivel en el Deportivo Alavés.
Tras su retirada, tuvo una dilatada trayectoria como entrenador destacando su paso por el Aurrera Ondarroa, Club Bermeo (1998-99), Barakaldo CF (1999-03), CD Logroñés (2003-04), CF Palencia (2005-06) y CD Basconia (2006-12). Posteriormente trabajó en las categorías inferiores del Athletic Club como entrenador de porteros hasta su jubilación en 2023.

## Clubes
| Club                   | País   | Año       |
| ---------------------- | ------ | --------- |
| Bilbao Athletic        | España | 1973-1978 |
| Athletic Club          | España | 1978-1981 |
| Elche CF               | España | 1981-1982 |
| CD Tenerife            | España | 1982-1988 |
| Linares Club de Fútbol | España | 1988-1990 |
| Deportivo Alavés       | España | 1990-1992 |